# Comportamiento gregario

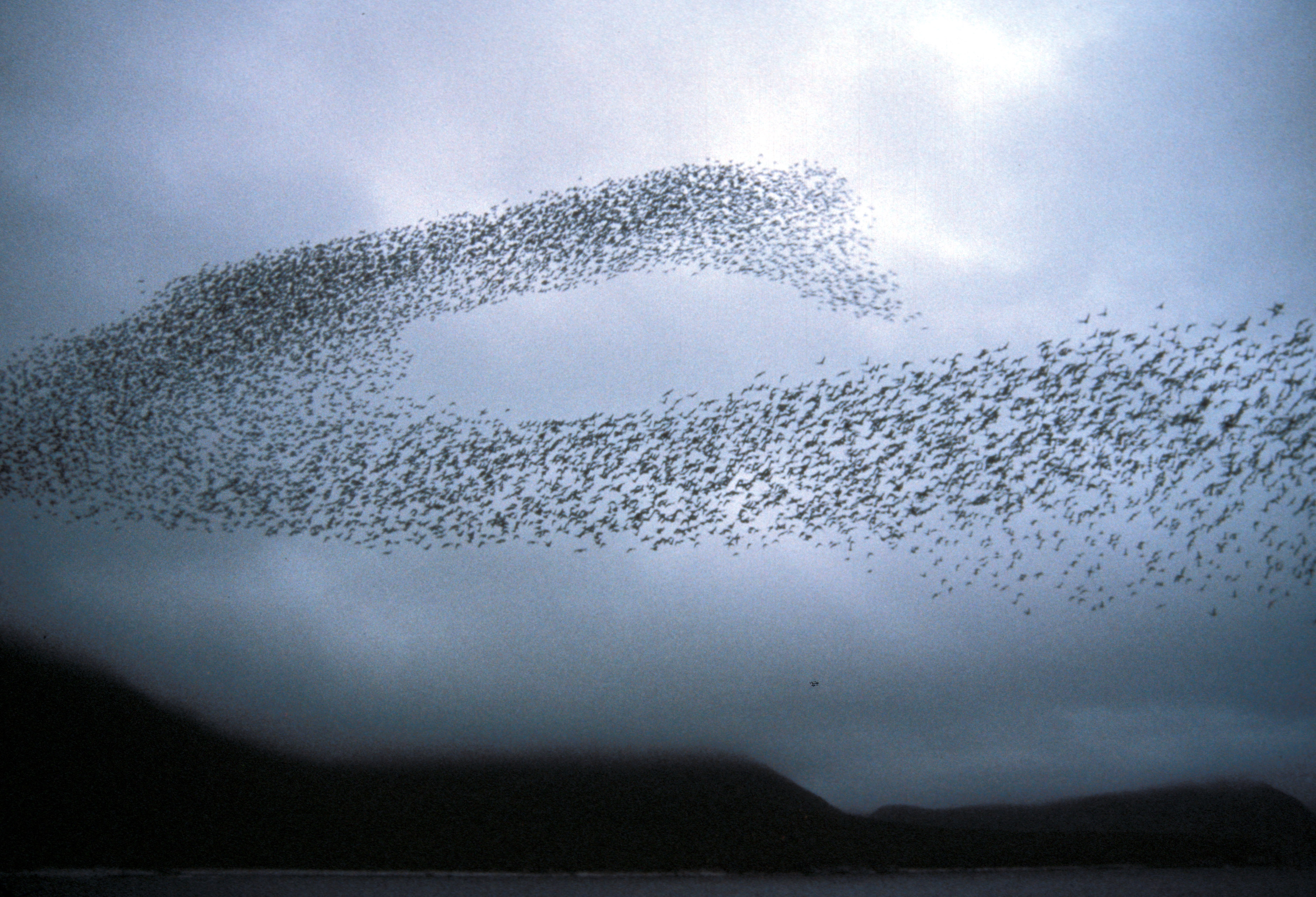
La imagen muestra un gran grupo de aves volando en formación sobre un paisaje oscuro. Este comportamiento, conocido como "comportamiento gregario" o "bandada", es importante en el estudio del comportamiento animal porque ilustra cómo individuos de una misma especie pueden coordinar sus movimientos de manera sincronizada.

El comportamiento gregario describe cómo los individuos de un grupo determinado pueden actuar juntos sin una dirección planificada. Este término se aplica al comportamiento de animales en manadas y a la conducta humana durante situaciones y actividades, tales como las burbujas financieras especulativas, manifestaciones callejeras, eventos deportivos, reuniones religiosas, disturbios sociales e incluso la toma de decisiones, juicio y formación de opinión de todos los días.

## Comportamiento gregario en los animales
Un grupo de animales huyendo de un depredador muestra la naturaleza del comportamiento gregario en ellos. En su artículo Geometry For The Selfish Herd, el biólogo evolucionista William Donald Hamilton sostiene que cada individuo miembro de un grupo reduce el peligro para sí mismo al moverse tan cerca como sea posible al centro del grupo que huye. Entonces, parece que la manada actúa como una unidad en movimiento conjunto, pero su función emerge del comportamiento no coordinado de individuos que buscan su propio bienestar.